# André Holenstein
André Holenstein (* 5. Juli 1959 in Laufen BL) ist ein Schweizer Historiker.

## Leben
Von 1978 bis 1986 absolvierte Holenstein ein Studium der Neueren und Mittelalterlichen Geschichte und der Deutschen Literatur an der Universität Bern, das er 1986 dort mit dem
Lizentiat abschloss. Von 1986 bis 1989 erhielt er ein Forschungsstipendium des Instituts für Europäische Geschichte in Mainz. 1989 schloss er seine Promotion in Neuerer Allgemeiner Geschichte an der Universität Bern ab und war von 1989 bis 1995 Assistent am Historischen Institut der Universität Bern bei Peter Blickle. 1995 erhielt er den Theodor-Kocher-Preis für hervorragenden wissenschaftlichen Nachwuchs an der Universität Bern. Von 1995 bis 1999 arbeitete er an seinem Habilitationsprojekt mit Hilfe des Schweizerischen Nationalfonds und war von 1999 bis 2001 Oberassistent in Neuerer Geschichte am Historischen Institut in Bern. 2001 erfolgte dort seine Habilitation mit einer venia docendi für Neuere allgemeine Geschichte. Von 2002 bis 2023 war er ordentlichen Professor für ältere Schweizer Geschichte und vergleichende Regionalgeschichte und Co-Direktor des Historischen Instituts der Universität Bern.

## Schriften

### Monographien und selbstständige Publikationen
- Transnationale Schweizer Nationalgeschichte. Widerspruch in sich oder Erweiterung der Perspektiven? Schweizerische Akademie der Geistes- und Sozialwissenschaften (= Swiss Academies Communications, Bd. 13, Nr. 6), 2018. online.
- Schweizer Migrationsgeschichte. Von den Anfängen bis zur Gegenwart, Hier und Jetzt: Baden 2018.
- Mitten in Europa. Verflechtung und Abgrenzung in der Schweizer Geschichte, Hier und Jetzt: Baden 2014, 2. Auflage 2015; französische Übersetzung, mit Patrick Kury und Kristina Schulz: Au coeur de l’Europe. Une histoire de la Suisse entre ouverture et repli, Antipodes, Lausanne 2018.
- „Gute Policey“ und lokale Gesellschaft im Staat des Ancien Régime. Das Fallbeispiel der Markgrafschaft Baden(-Durlach) (= Frühneuzeit-Forschungen, Bd. 9/1, 2), 2 Bde., bibliotheca academica Verlag, Epfendorf/Neckar 2003.
- Bauern zwischen Bauernkrieg und Dreißigjährigem Krieg (= Enzyklopädie deutscher Geschichte, Bd. 38), R. Oldenbourg Verlag, München 1996.
- Die Huldigung der Untertanen. Rechtskultur und Herrschaftsordnung (800–1800) (= Quellen und Forschungen zur Agrargeschichte, Bd. 36), Gustav Fischer Verlag, Stuttgart/New York 1991.

### Herausgeberschaften
- mit Kaspar von Greyerz, Andreas Würgler: Soldgeschäfte, Klientelismus, Korruption in der Frühen Neuzeit. Zum Soldunternehmertum der Familie Zurlauben im schweizerischen und europäischen Kontext (= Herrschaft und soziale Systeme in der Frühen Neuzeit. Bd. 25). V & R unipress, Göttingen 2018.
- mit Georg von Erlach, Sarah Rindlisbacher: Im Auge des Hurrikans. Eidgenössische Machteliten und der Dreissigjährige Krieg. Hier und Jetzt, Baden 2015.
- mit Hubert Steinke, Martin Stuber, Philippe Rogger: Scholars in Action. The Practice of Knowledge and the Figure of the Savant in the 18th Century. 2 Bände. Brill, Leiden, Boston 2013.
- mit Georg von Erlach: Vom Krieg zum Frieden. Eidgenössische Politik im Spätmittelalter und das Wirken der Bubenberg. Hier und Jetzt, Baden 2012.
- mit Ruth Meyer Schweizer, Pasqualina Perrig-Chiello, Peter Rusterholz, Christian von Zimmermann, Andreas Wagner, Sara Margarita Zwahlen: Glück. Referate einer Vorlesungsreihe des Collegium generale der Universität Bern im Frühjahrssemester 2010. Haupt, Bern/Stuttgart/Wien 2011.
- mit Béla Kapossy, Danièle Tosato-Rigo, Simone Zurbuchen: Reichtum und Armut in den schweizerischen Republiken des 18. Jahrhunderts. Editions Slatkine, Genf 2010.
- mit Ruth Meyer Schweizer, Tristan Weddigen, Sara Margarita Zwahlen: Zweite Haut. Zur Kulturgeschichte der Kleidung. Haupt, Bern/Stuttgart/Wien 2010.
- mit Wim Blockmans, Jon Mathieu, Daniel Schläppi: Empowering Interactions. Political Cultures and the Emergence of the State in Europe, 1300–1900. Ashgate, Farnham 2009.
- mit Daniel Schläppi, Dieter Schnell, Hubert Steinke, Martin Stuber, Andreas Würgler: Berns goldene Zeit. Das 18. Jahrhundert neu entdeckt. Stämpfli, Bern 2008.
- mit Thomas Maissen, Maarten Prak: The Republican Alternative. The Netherlands and Switzerland Compared. Amsterdam University Press, Amsterdam 2008.
- mit Martin Stuber, Gerrendina Gerber-Visser: Nützliche Wissenschaft und Ökonomie im Ancien Régime. Akteure, Themen, Kommunikationsformen (= Cardanus. Jahrbuch für Wissenschaftsgeschichte. 7, 2007). Palatina, Heidelberg 2007.
- mit Claudia Engler, Norbert Furrer, Heinrich R. Schmidt, Johanna Strübin Rindisbacher, Andreas Würgler: Berns mächtige Zeit. Das 16. und 17. Jahrhundert neu entdeckt. blmv und Stämpfli, Bern 2006.
- mit Sabine Ullmann: Nachbarn, Gemeindegenossen und die anderen. Minderheiten und Sondergruppen im Südwesten des Reiches während der Frühen Neuzeit (= Oberschwaben – Geschichte und Kultur. Bd. 12). bibliotheca academica, Epfendorf/Neckar 2004.
- mit Frank Konersmann, Josef Pauser, Gerd Sälter: Policey in lokalen Räumen. Ordnungskräfte und Sicherheitspersonal in Gemeinden und Territorien vom Spätmittelalter bis zum frühen 19. Jahrhundert. Vittorio Klostermann, Frankfurt am Main 2002.
- mit Peter Blickle, Heinrich R. Schmidt, Franz-Josef Sladeczek: Macht und Ohnmacht der Bilder. Reformatorischer Bildersturm im Kontext der europäischen Geschichte (= Historische Zeitschrift. Beiheft 33). Oldenbourg, München 2002.
- mit Heinrich R. Schmidt, Andreas Würgler: Gemeinde, Reformation und Widerstand. Festschrift für Peter Blickle zum 60. Geburtstag. bibliotheca academica, Tübingen 1998.
- Mitherausgeber der Reihe: "Berner Forschungen zur Regionalgeschichte", Band 3–20, Verlag Traugott Bautz, Nordhausen 2005, ISBN 978-3-88309-298-0 (Bd. 3 ff.)

### Editionen
- mit Peter Blickle (Hrsg.): Agrarverfassungsverträge. Eine Dokumentation zum sozialen und politischen Wandel in den Beziehungen zwischen Herrschaften und Bauern am Ende des Mittelalters (= Quellen und Forschungen zur Agrargeschichte, Bd. 42), Lucius & Lucius, Stuttgart 1996.